# Holothele shoemakeri
Holothele shoemakeri là một loài nhện trong họ Theraphosidae.
Loài này thuộc chi Holothele. Holothele shoemakeri được Alexander Petrunkevitch miêu tả năm 1926.